# Steadfast Jaguar 06
A Steadfast Jaguar 06 egy NATO hadgyakorlat volt, melyet 2006-ban rendeztek meg a Zöld-foki-szigeteken,  amely egy Afrika nyugati partjaitól mintegy 650 kilométerre, az Atlanti-óceánon elhelyezkedő 17 szigetből álló szigetcsoport.
Magyar részről egy víztisztító szakasz, az őket kiszolgáló logisztika, valamint őrző őr-biztosító raj volt jelen, összesen 38 fő.
Gyakorlat mivolta ellenére "éles" helyzet volt ez a magyar műszaki katonáknak, mert hat hét alatt közel 2500 fő ellátását biztosították, napi 100 m3 ivóvíz minőségű technikai víz termelésével. A szigeteken más vízforrás nem állt rendelkezésre, mert az ott található víztisztító üzem kapacitása 500 fő ellátását tudta volna megoldani a helyi lakosságon felül.